# خوان-لويس مونتيرو
خوان-لويس مونتيرو (بالفرنسية: Juan-Luis Montero)‏ هو لاعب كرة قدم فرنسي في مركز الدفاع، ولد في 28 أبريل 1971 في Bar-sur-Seine ‏ في فرنسا. لعب مع نادي تروا ونادي سيدان ونادي غانغون ونادي كليرمونت 63 ونادي لوريان.

## وصلات خارجية
- خوان-لويس مونتيرو على موقع قاعدة بيانات كرة القدم.إي يو (الإنجليزية)